# Danh sách kiến trúc sư cảnh quan

Kiến trúc sư cảnh quan là người kiến trúc sư được đào tạo về chuyên ngành kiến trúc cảnh quan.
Những kiến trúc sư cảnh quan được biết đến trên thế giới là:

## Châu Âu

### Thế kỷ 18
- Charles Bridgeman
- Capability Brown
- Charles Hamilton
- Henry Hoare
- William Kent
- George London
- André Le Nôtre
- Humphry Repton
- John Vanbrugh
- Henry Wise

### Thế kỷ 19
- JC Adolphe Alphand
- Édouard André
- Joachim Carvallo
- Baron Haussmann
- Gertrude Jekyll
- Joseph Forsyth Johnson
- George Loddiges
- John Claudius Loudon
- William Andrews Nesfield
- Joseph Paxton
- Prince Hermann von Pückler-Muskau

### Thế kỷ 20
- Erik Gunnar Asplund
- Eduard Bru
- Gerard Ciołek
- Brian Clouston
- Sylvia Crowe
- Ernst Cramer
- Nan Fairbrother
- Ian Hamilton Finlay
- Adriaan Geuze
- William Gillespie
- John St. Bodfan Gruffydd
- Robert Holden
- Preben Jakobsen
- Geoffrey Jellicoe
- Charles Jencks
- Peter Latz
- Thomas Mawson
- Russell Page
- Harold Ainsworth Peto
- Vita Sackville-West
- Nicola White

## Bắc Mỹ

### Thế kỷ 18
- Pierre Charles L'Enfant
- Thomas Jefferson

### Thế kỷ 19
- Daniel Burnham
- Andrew Jackson Downing
- Charles Eliot
- Beatrix Farrand
- Jens Jensen
- Frederick Law Olmsted
- Frederick Law Olmsted, Jr.
- John Charles Olmsted
- Ossian Cole Simonds
- Fletcher Steele
- Calvert Vaux

### Thế kỷ 20
- Dennis Carmichael
- Marjorie Sewell Cautley
- Thomas Dolliver Church
- Gilmore David Clarke
- Roger Courtney
- James Frederick Dawson
- Garrett Eckbo
- M. Paul Friedberg
- Kathryn Gustafson
- Richard Haag
- Lawrence Halprin
- George Hargreaves
- Terrence Harkness
- J.B. Jackson
- Dan Kiley
- Nancy Lancaster
- Ian McHarg
- Robert Murase
- Laurie Olin
- Daniel P. Rieden
- James C. Rose
- Hideo Sasaki
- Martha Schwartz
- Edward Durrell Stone, Jr.
- Michael Van Valkenburgh
- Thomas Chalmers Vint
- Peter Walker
- Alan Burke
- Marc Putman

## Nam và Trung Mỹ

### Thế kỷ 19
- Carlos Thays

### Thế kỷ 20
| A - J - Emmanuel Antonio dos Santos - Benedito Abbud - Luiz Portugal Albuquerque - Patricia Akinaga - Rubens de Andrade - Eduardo Barra - Luis Barragan - Fabio Henrique Bei - Ana Maria Bovério - Flavia Braga - José Luis Brenna - Marcia Nogueira Batista - Maria de Lourdes C.Barros - Nicia Paes Bormann - Orlando Busarello - Peter Gustavo Burmeister - Vladmir Bartalini - Carla Coimbra - Fernando Magalhães Chacel - Isabel Ruas Pereira Coelho - Lucia Costa - Lúcia Maria Bitancourt Martins Campos - Maria Eliza de Campos Chinez - Maria Helena Cruz - Cassia Regina Dias - Claudia Diamant - Eduardo Fernandes Dias - Isabel Duprat - Mario Robson Calheiros Duarte - Mauricio Estellita - Miriam Escobar - Evani Kuperman Franco - Luciano Fiaschi - Luiz Góes Vieira Filho - Elizabeth Pagani Gouvêa - Fany Cutcher Galender - George Gavalas - Maria Aimeé Gallerani - Maria Cecilia Barbieri Gorski - Martha Gavião - Talita Gutierres - Alex Hanazaki - Gisela Heuchert - Marcos David Hekman - Léa Maria Dornelles Japur |  | K - Z | - Célia Seri Kawai - Rosa Grena Kliass - Sidney Schwindt Linhares - Thais de Freitas Lopes - Roberto Burle Marx - Cristina Kaori Matsumae - Cristina Luisa Marcovecchio - Elisabeth Akemi Miyazaki - Flávia Madureira - Jonathas Magahães - Lucia Toffolo de Macedo Porto - Marieta Cardoso Maciel - Silvio Soares Macedo - Suzel Maria Maciel - Elza Maria Niero - José Eduardo Novaes - Marcelo Novaes - Virginia Maria Nogueira de Vasconcellos - Haruyoshi Ono - Carmem Silvia Prieto - Claudia Golberg Prada - Dayse S. A. Porto Lima - Glaucia Dias Pinheiro - Jorge Crichyno Pinto - Paula De Paoli - Paulo Pellegrino - Plinio de Toledo Piza - Raul Isidoro Pereira - Saide Kahtouni Proost - Sylvia Adriana Dobry Pronsato - Andréa Queiroz S. F.Rego - Fabio Robba - Maria Maddalena Ré - Arilda Cardoso de Souza - Beatriz Pedrosa Salvini - Catharina Pinheiro Cordeiro dos Santos Lima - Euller Sandeville - Francine Gramacho Sakata - Maria Cecilia Martins de Souza - Monica Bahia Schlee - Raquel Teixeira de Souza e Rezende - Roberto Souza de Sá - Vera Catunda Serra - Vera Regina Tângari - Jeanne Tindade |

## Úc

### Thế kỷ 19 và đầu thế kỷ 20
- Sue Barnsley
- Edward La Trobe Bateman
- Jocelyn Brown
- Catherin Bull
- Daniel Bunce
- Craig Burton
- Walter Richmond Butler
- Elsie Cornish
- Percy Everett
- Emily Gibson
- Walter Burley Griffin
- William Guilfoyle
- Clement Hodgkinson
- Harry Howard
- Hugh Linaker
- Charles Bogue Luffman
- Bruce MacKenzie AM
- Joseph Maiden
- Olive Mellor
- Charles Moore
- Bruce Rickard
- Peter Spooner
- George Schomburgk
- Richard Schomburgk
- William Sangster
- Paul Sorensen
- Ellis Stones
- Edna Walling

### Đương đại
Xem thêm danh sách tại trang Website của Viện kiến trúc cảnh quan Úc Lưu trữ ngày 4 tháng 9 năm 2007 tại Wayback Machine